# Giovanni Crivelli
Giovanni Crivelli (Milano, ... – Roma, 28 luglio 1432) è stato un religioso italiano che abbracciò la carriera ecclesiastica secondo la tradizione di famiglia.

## Biografia

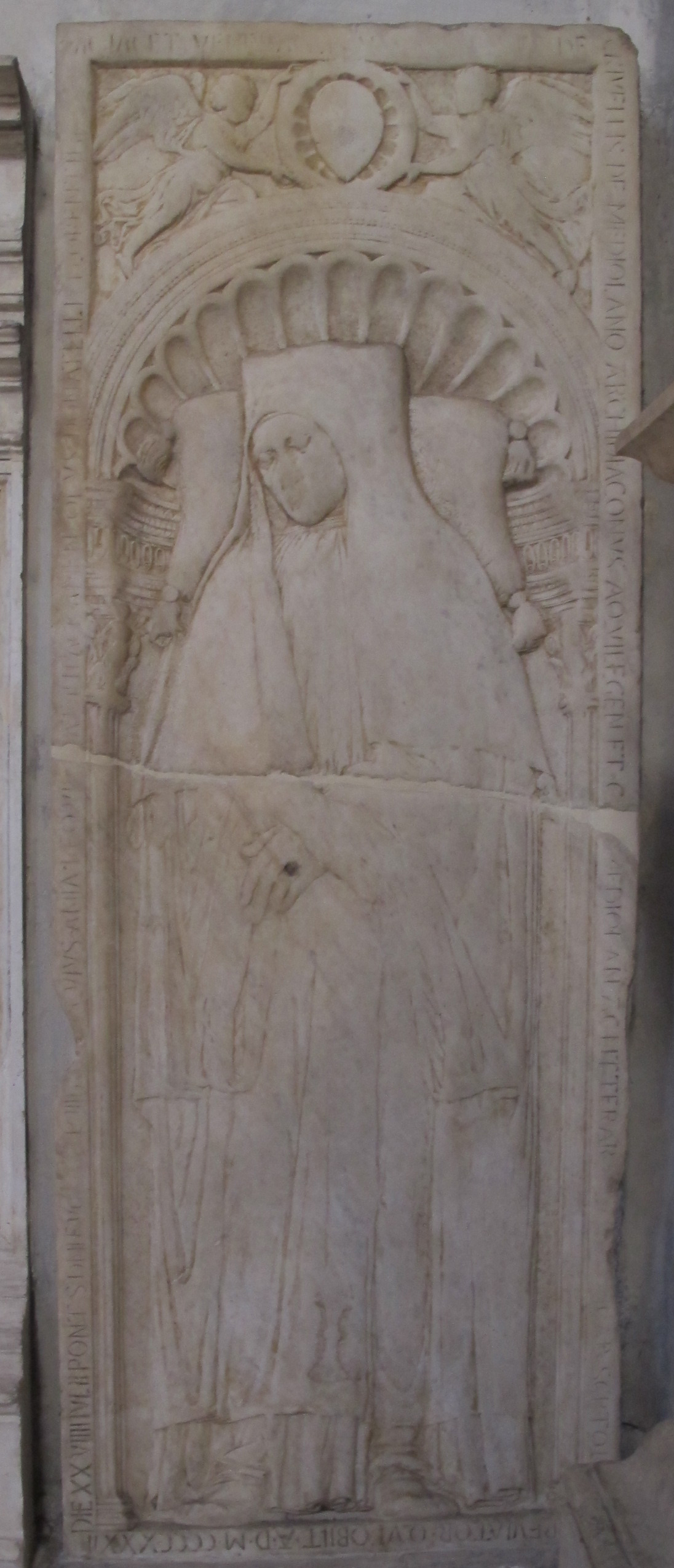
Lastra tombale in Santa Maria in Aracoeli

Discendeva da una delle più potenti famiglie della nobiltà milanese (Crivelli). Diventato chierico, passò gran parte della sua vita nella Curia romana, iniziando la sua carriera nel 1404, nel pontificato di Bonifacio IX, come notaio dell'uditore di Rota Branda Castiglione (1350-1443).  Questi era anche suo zio e fu creato cardinale nel 1411. Poco dopo il 1404, il Crivelli fu nominato scriptor litterarum apostolicarum e dal 1407 svolse dei compiti di più grande responsabilità all'interno del collegio degli scriptores.  Come anche lo zio, negli anni del concilio di Pisa cambiò ubbidienza per seguire l'antipapa Giovanni XXIII (1410-1415) invece di Gregorio XII, recandosi poi al concilio di Costanza. La sua carriera proseguì sotto Martino V (1417-1431 ed Eugenio IV (1431-1447) come scrittore della cancelleria apostolica, posto che gli procurava alto prestigio e una buona rendita. Il secondo e ben più importante ufficio curiale che venne anche menzionato sulla sua lastra tombale, fu quello di abbreviator de parco maiori, rivestito negli ultimi anni della sua vita. A quanto pare, tuttavia, la sua nomina a prothonotarius apostolicus non si concretizzò mai,  nonostante una rispettiva lettera gratulatoria dell'uditore di Rota Francesco Crivelli.
Come chierico e curialis il Crivelli poteva aspirare ad uffici ecclesiastici e prebende adatti al suo rango sociale. La sua lastra tombale elenca l'arcidiaconato della cattedrale di Aquileia ed un canonicato del duomo di Milano, ma il Crivelli tenne al momento della morte anche altri benefici: un canonicato ad Aquileia, uno a Cividale, l'ufficio di sacrista al duomo di Concordia e quello di parroco di Artegna nella diocesi di Aquileia.
Giovanni Crivelli fu anche scrittore. Sopravvivono alcuni manoscritti del suo Compendium historiae romanae dedicato nel 1425 a papa Martino V,  e alcune sue poesie.
Morì il 28 luglio 1432 in curia quando essa si trovava a Roma. Fu seppellito nella chiesa francescana di Santa Maria in Aracoeli, come altri suoi colleghi. La sua lastra tombale è di Donatello. 
L'iscrizione della lastra è la seguente:  
Hic jacet venerabilis d(omi)nus joh(ann)es de crivellis de mediolano, archidiaconus aquilegen(sis) et c(anonicus) mediolanen(sis) ac Literar(um) Apostolicarum scriptor et abbreviator, qui obiit A(nno) D(omini) MCCCCXXXII die XXVIII julii pont(ificatus) s(anctissimi) d(omini) eugenii p(a)p(e) iiii. A(nno) II. Cujus ani(m)a requiescat in pace. amen. opus donatelli florentini.